# 1960年ローマオリンピックの日本選手団
1960年ローマオリンピックの日本選手団（1960ねんローマオリンピックのにほんせんしゅだん）は1960年にイタリア・ローマで行われた1960年ローマオリンピックの日本選手団。選手名及び所属は1960年当時のもの。

## 概要
- 人員:　選手　167人、役員　52人
主将：糸山隆司、旗手：小野喬
- 結団式：7月30日
- 解団式：9月22日

## メダル獲得者

### 金メダル
- 竹本正男・小野喬・相原信行・遠藤幸雄・三栗崇・鶴見修治（体操男子団体）
- 小野喬（体操男子跳馬）
- 小野喬（体操男子鉄棒）
- 相原信行（体操男子徒手）

### 銀メダル
- 山中毅（競泳男子400m自由形）
- 大崎剛彦（競泳男子200m平泳ぎ）
- 福井誠・石井宏・山中毅・藤本達夫）（競泳男子4×200mリレー）
- 三宅義信（ウエイトリフティング男子バンタム級）
- 松原正之（レスリングフリースタイル男子フライ級）
- 小野喬（体操男子個人総合）
- 竹本正男（体操男子鉄棒）

### 銅メダル
- 田中聡子（競泳女子100m背泳ぎ）
- 富田一雄・開田幸一・大崎剛彦・清水啓吾（競泳男子4×100mメドレーリレー）
- 小野喬（体操男子平行棒）
- 鶴見修治（体操男子あん馬）
- 小野喬（体操男子つり輪）
- 田辺清（ボクシング男子フライ級）
- 吉川貴久（射撃男子フリーピストル）

## 陸上競技
総監督：鈴木良徳

ヘッドコーチ：浅川正一

コーチ：和田明

コーチ：西内丈夫

マラソンコーチ：西田勝雄

### 男子
- 早瀬公忠（中京大）
  - 男子200m：予選落選（22秒3）
  - 男子400m：予選落ち（49秒1）
- 大串啓二（旭化成）
  - 男子400mハードル：予選落ち（52秒4）
- 岡本登（旭化成）
  - 男子ハンマー投：13位（60m08）
- 菅原武男（日大）
  - 男子ハンマー投：予選落ち（59m32）
- 広島庫夫（旭化成）
  - 男子マラソン：31位（2時間29分40秒0）
- 貞永信義（鐘紡）
  - 男子マラソン：46位（2時間35分11秒2）
- 渡辺和己（九州電工）
  - 男子マラソン：32位（2時間29分45秒0）
- 桜井孝次（日立）
  - 男子三段跳：予選落ち（14m59）
- 柴田宏（中大）
  - 男子三段跳：予選落ち（14m93）
- 太田富夫（早大）
  - 男子三段跳：予選落ち（15m42）
- 杉岡邦由（日大）
  - 男子走高跳：予選落ち（1m95）
- 安間之重（リッカー）
  - 男子走幅跳：予選落ち（7m34）
- 岡崎高之（中大）
  - 男子走幅跳：決勝棄権（記録なし）
- 蝦名純（関学）
  - 男子走幅跳：予選落ち（6m83）
- 安田矩明（旭化成）
  - 男子棒高跳：予選落ち（4m20）
- 大串啓二・岡崎高之・柴田宏・早瀬公忠
  - 男子4×100mリレー：準決勝落選（42秒2）

### 女子
- 内田弘子（リッカー）
  - 女子円盤投：予選落ち（43m78）
- 伊藤文子（リッカー）
  - 女子走幅跳：12位（5m98）
- 福田晶子（大昭和製紙）
  - 女子走幅跳：予選失格（5m79）
- 木村安子（リッカー）
  - 女子走幅跳：予選落ち（5m45）
- 松田靖子（大昭和製紙）
  - 女子砲丸投：予選落ち（13m51）

## 水泳競技
総監督：小出靖彦

競泳コーチ：太田光雄

競泳コーチ：赤樫卓爾

飛込みコーチ：柴原恒雄

水球監督：鶸田武

マネージャー：志村文一郎

### 競泳
- 清水啓吾（慶大）
  - 男子100m自由形：準決勝4位（57秒1）
- 石原勝記（日大）
  - 男子100m自由形：準決勝5位（57秒8）
- 山中毅（早大）
  - 男子400m自由形：銀メダル（4分21秒4）
  - 男子1500m自由形：4位（17分34秒7）
- 中坊昌美（BSタイヤ）
  - 男子1500m自由形：予選落ち（18分30秒4）
- 富田一雄（日大）
  - 男子100m背泳ぎ：準決勝6位（1分05秒2）
- 渡辺和夫（日大）
  - 男子100m背泳ぎ：予選落ち（1分08秒4）
- 大崎剛彦（早大）
  - 男子200m平泳ぎ：銀メダル（2分38秒0）
- 増田勲（日通）
  - 男子200m平泳ぎ：準決勝7位（2分42秒3）
- 吉無田春男（早大）
  - 男子200mバタフライ：5位（2分18秒3）
- 井筒賢造（早大）
  - 男子200mバタフライ：8位（2分19秒4）
- 石井宏（日大）・福井誠（八幡製鉄）・藤本達夫（中大）・山中毅
  - 男子4×200m自由形リレー：銀メダル（8分13秒2）
- 富田一雄・大崎剛彦・開田幸一（中大）・清水啓吾
  - 男子4×100mメドレーリレー：銅メダル（4分12秒2）
- 佐藤喜子（天理高教）
  - 女子100m自由形：予選落ち（1分06秒4）
- 神野眸（淑徳高教）
  - 女子100m自由形：予選落ち（1分09秒8）
- 江坂君子（椙山女学園）
  - 女子400m自由形：予選落ち（5分26秒8）
- 和田映子（天理大）
  - 女子400m自由形：予選落ち（5分26秒8）
- 田中聡子（筑紫女学園高）
  - 女子100m背泳ぎ：銅メダル（1分11秒4）
- 高松好子（天理大）
  - 女子200m平泳ぎ：予選落ち（2分57秒6）
- 宮部シズエ（天理高教）
  - 女子100mバタフライ：予選落ち（2分18秒3）
- 江坂君子・佐藤喜子・神野眸・和田映子
  - 女子4×100m自由形リレー：予選落ち（4分35秒9）
- 田中聡子・高松好子・宮部シズエ・佐藤喜子
  - 女子4×100mメドレーリレー：7位（4分56秒4）

### 飛込
- 金戸俊介（日大）
  - 男子高飛込：10位（90.99）
  - 男子飛板飛込：23位（47.51）
- 馬淵良（長野電鉄）
  - 男子高飛込：13位（89.13）
- 山野外嗣夫（北陸軽金属）
  - 男子飛板飛込：7位（140.46）
- 津谷鹿乃子（倉敷レイヨン）
  - 女子高飛込：11位（77.90）
  - 女子飛板飛込：16位（80.37）
- 渡辺久美子（リッカー）
  - 女子高飛込：10位（79.60）
  - 女子飛板飛込：14位（80.57）

### 水球
- 青山礼三（日大）・浅沼寛治（湘南交通）・加藤峰男（横河電機）・佐藤孝尚（太平山酒造）・柴田徹（日大）・清水洋二（慶大）・高木弘毅（本州ビル・メンテナンス）・藤本重信（日大）・宮村元信（新光商事）・山本健（朝日ビール）
  - 男子：予選リーグ敗退

## 体操
監督：近藤天

男子チームリーダー：金子明友

男子コーチ：上迫忠夫

女子チームリーダー：荒川御幸

女子コーチ：小林喜久

### 男子
- 遠藤幸雄（日大コーチ）
  - 男子個人総合：5位（114.45）
  - 男子跳馬：5位（19.175）
  - 男子鉄棒：4位（19.425）
- 三栗崇（東教大）
  - 男子あん馬：4位（19.125）
  - 男子個人総合：9位（114.10）
  - 徒手：4位（19.200）
- 小野喬（慶大出）
  - 男子あん馬：6位（18.525）
  - 男子つり輪：銅メダル（19.425）
  - 男子個人総合：銀メダル（115.90）
  - 男子跳馬：金メダル（19.350）
  - 男子鉄棒：金メダル（19.600）
  - 男子平行棒：銅メダル（19.350）
  - 徒手：4位（19.200）
- 相原信行（日体大コーチ）
  - 男子つり輪：5位（19.400）
  - 男子個人総合：7位（114.40）
  - 男子平行棒：4位（19.275）
  - 徒手：金メダル（19.450）
- 竹本正男（日体大講師）
  - 男子個人総合：5位（114.45）
  - 男子鉄棒：銀メダル（19.525）
  - 男子平行棒：6位（19.125）
- 鶴見修治（日体大コーチ）
  - 男子あん馬：銅メダル（19.150）
  - 男子個人総合：4位（114.55）
  - 男子跳馬：6位（19.150）
- 相原信行・遠藤幸雄・小野喬・竹本正男・鶴見修治・三栗崇
  - 男子団体総合：金メダル（575.20）

### 女子
- 虻川吟子（日体大）
  - 女子個人総合：43位（72.331）
- 小野清子（慶大コーチ）
  - 女子個人総合：15位（74.398）
- 曽我部和子（日大コーチ）
  - 女子個人総合：56位（71.598）
- 池田敬子（日体大講師）
  - 女子個人総合：6位（75.696）
  - 女子段違い平行棒：5位（19.333）
  - 女子平均台：5位（19.132）
- 塚田紀美子（東芝）
  - 女子個人総合：22位（73.398）
- 白須俊子（日体大）
  - 女子個人総合：24位（73.298）
- 虻川吟子・池田敬子・小野清子・白須俊子・曽我部和子・塚田紀美子
  - 女子団体：4位（371.422）

## レスリング
監督：北野祐秀

コーチ：笹原正三

コーチ：笹原茂
- 阿部一男（丸大洋紙店）
  - フリースタイル・ライト級：4回戦敗退
- 永井隆（赤城印刷）
  - フリースタイル・ミドル級：8位
- 兼子隆（中大学友会）
  - フリースタイル・ウエルター級：6位
- 高比良政利（拓大）
  - グレコローマン・フェザー級：2回戦敗退
- 佐藤多美治（中大）
  - フリースタイル・フェザー級：4位
- 市口政光（関大）
  - グレコローマン・バンタム級：7位
- 重岡完治（八幡製鉄）
  - グレコローマン・ヘビー級：2回戦（失格）
- 松原正之（日大）
  - フリースタイル・フライ級：銀メダル
- 青海上（明大）
  - グレコローマン・ミドル級：2回戦（失格）
- 石黒馨（日通）
  - フリースタイル・ヘビー級：2回戦敗退
- 石倉俊太（日本カーバイト）
  - グレコローマン・ライトヘビー級：2回戦（失格）
- 川野俊一（雪印物産）
  - フリースタイル・ライトヘビー級：8位
- 浅井正（北日本砂鉄）
  - フリースタイル・バンタム級：4位
- 武田幸彦（中大出）
  - グレコローマン・ウエルター級：3回戦敗退
- 平田孝（自家営業）
  - グレコローマン・フライ級：4位
- 北村光治（山本乳業）
  - グレコローマン・ライト級：5位

## ボクシング
監督：田中宗夫

コーチ：市原康允
- 伊東靖倖（早大）日本チーム主将
  - ライト級：3回戦（判定）
- 田辺清（中大）
  - フライ級：銅メダル
- 渡辺勝治（中大）
  - ライトウエルター級：2回戦（判定）
- 芳賀勝男（中大）
  - バンタム級：3回戦（判定）
- 鈴木進悦（農大）
  - フェザー級：2回戦（判定）

## ウエイトリフティング
監督：井口幸男

コーチ：飯田勝康
- 窪田登（早大出）
  - ライトヘビー級：7位（400.0）
- 古山征男（明大）
  - フェザー級：5位（345.0）
- 三宅義信（法大）
  - バンタム級：銀メダル（337.5）
- 山崎弘（明大）
  - ライト級：28位
- 大沼賢治（早大出）
  - ライト級：失格
- 藤島善信（中大）
  - フェザー級：失格
- 木暮茂夫（法大出）
  - バンタム級：4位（322.5）

## フェンシング
監督：佐野雅之
- 小沢嗣央（正路喜社）
  - 男子エペ個人：予選敗退
  - 男子サーブル個人：予選敗退
- 船水光行（中大出）
  - 男子サーブル個人：予選敗退
  - 男子フルーレ個人：予選敗退
- 大川平三郎（中大）
  - 男子フルーレ個人：予選敗退
- 田淵和彦（同大出）
  - 男子エペ個人：予選敗退
  - 男子フルーレ個人：予選敗退
- 藤巻惣之助（法大）
  - 男子エペ個人：予選敗退
  - 男子サーブル個人：予選敗退
- 大川平三郎・小沢嗣央・田淵和彦・船水光行
  - 男子フルーレ団体：予選敗退
- 大川平三郎・小沢嗣央・田淵和彦・藤巻惣之助
  - 男子エペ団体：予選敗退
- 小沢嗣央・田淵和彦・藤巻惣之助・船水光行
  - 男子サーブル団体：予選敗退

## バスケットボール
監督：森澤誠一

コーチ：前田昌保
- 糸山隆司（日本鋼管）・今泉健一（日本鉱業）・大島康邦（立大）・金川英雄（八幡製鉄）・鎌田正司（日本鋼管）・斎藤博（日本鉱業）・志賀政司（明大）・東海林周太郎（日本鋼管）・杉山武雄（八幡製鉄）・奈良節雄（日本鉱業）・増田貴史（慶大）・若林薫（東教大）
  - 男子：15位

## ホッケー
監督：五百木一雄

コーチ：市川日出男
- 安倍忠俊（愛知県物産大阪販売斡旋所）・飯島健（三井銀行）・岩橋邦雄（慶大）・神戸勝（明大）・木原征治・小島博（山野順平商店）・小島芳夫（大一実業）・佐土市良（関大）・中村敏治（愛知トヨタ）・中山弘（綱島中央青果）・藤原博之（札幌中央郵便局）・矢口照夫（大一実業）・山崎久寿（恩給社）・勇崎恒也（明大）・綿田道則（法大）
  - 男子：14位

## ボート
エイト監督：堀内浩太郎

フォア監督：杉田美昭
- 斎裕教（東北大）・斎藤直（東北大）・斎藤宏（東北大）・佐藤哲夫（東北大）・田崎洋佑（東北大）・田村滋美（東北大）・千葉建郎（東北大）・広瀬鉄蔵（東北大）・三沢博之（東北大）
  - エイト：敗者復活戦敗退（6分24秒41）
- 大久保尚武（東大）・福田紘史（東大）・水木初彦（東大）・村井俊治（東大）・斎藤修（東大）
  - かじ付きフォア：敗者復活戦敗退（7分10秒50）

## セーリング
監督：堀江喜三
- 山田水城（東大文部教官）・酒井原良松（小松製作所）
  - スター級：26位（871）
- 石井正行（中井商店）・岡本豊（岡本造船所）・川田節郎（トヨタ自動車）
  - ドラゴン級：22位（1.645）
- 穂積八洲雄（日本放送協会）
  - フィン級：23位（2306）

## 近代五種
監督：吉田四郎
- 田中和宏（皇宮警察）
  - 個人：35位（4085）
- 内野重昭（大阪府警）
  - 個人：38位（3988）

## 自転車
監督：林譲四郎
- 大宮政志（日立）
  - 男子175.38km個人ロード・レース：途中失格
- 大沢鉄男（片倉自転車）
  - 男子1000mタイム・トライアル：19位（1分11秒86）
- 大沢鉄男・久保村寛（前橋商）・斎藤勝也（中京大）・高貫亘弘（法大）
  - 男子4000m団体追抜競走：10位（4分53秒87）

## 射撃
総監督兼ライフル監督：芹沢新平

ピストル監督：滝沢光三

クレー監督：山下巌
- 吉川貴久（福岡県庁）
  - ライフル射撃男子フリー・ピストル：銅メダル（552）
- 熊谷賢一（早大出）
  - クレー射撃クレー・ピジョン：19位（178）
- 山根三雄（浅草市場）
  - クレー射撃クレー・ピジョン：予選失格（79）
- 松井忠夫（警視庁）
  - ライフル射撃男子フリー・ピストル：12位（540）
- 石井孝郎（明大）
  - ライフル射撃男子スモール・ボア・ライフル3姿勢：30位（1110）
  - ライフル射撃男子スモール・ボア・ライフル伏射：20位（582）
- 猪熊幸夫（防衛庁）
  - ライフル射撃男子スモール・ボア・ライフル伏射：6位（586）
- 落合治（京都府警）
  - ライフル射撃男子ラピッド・ファイア・ピストル：35位（565）
- 了泉庵文男（警視庁）
  - ライフル射撃男子ラピッド・ファイア・ピストル：30位（569）

## 馬術
監督：青山幸高
- 影山祐三（成蹊大出、馬名：エフォルジオ）
  - 障害飛越個人：失権
- 影山祐三（馬名：エフォルジオ）・荒木雄豪（京大大学院）・太田邦宏（専大出、馬名：ファシー）
  - 障害飛越団体：15位
- 太田邦宏（馬名：ファシー）
  - 障害飛越：29位

## 本部
団長：春日弘

総務：浅野均一

総務：東俊郎

総務：塩沢幹

渉外兼団長秘書：竹崎道雄

渉外：平井俊一

庶務：茶谷蔵吉

会計：三砂太一郎

チームドクター：黒田善雄

チームドクター：池田亀夫

## その他
シャペロン：桑名寿枝子

芸術視察員：海野建夫

サッカー視察員：松丸貞一

ボートマン：谷古茂

馬取扱人：木村義衛